# Brooklyn Naval Hospital
 (mars 2023).
Le Brooklyn Naval Hospital est un hôpital de Brooklyn, à New York, au sein du Brooklyn Navy Yard. C'était l'un des plus anciens hôpitaux navals des États-Unis, ayant fonctionné de 1838 à 1948. Deux des structures du site de l'ancien hôpital sont désignées monuments de New York. L'ensemble du complexe hospitalier est inscrit au registre national des lieux historiques avec le reste du chantier naval,.